# Haki Toska
Haki Toska (ur. 8 maja 1920 w Gjirokastrze, zm. 27 grudnia 1994 w Tiranie) – albański działacz komunistyczny, minister zaopatrzenia w latach 1952–1953, w rządzie Envera Hodży, wicepremier Albanii w latach 1966–1970.

## Życiorys
W młodości związał się z grupą komunistyczną działającą w Szkodrze. Od grudnia 1941 członek Komunistycznej Partii Albanii. W 1943 objął stanowisko sekretarza komitetu okręgowego partii w Gjirokastrze. W 1944 otrzymał stanowisko komisarza politycznego w VI Brygadzie Armii Wyzwolenia Narodowego, wkrótce potem awansując na zastępcy dowódcy d.s. kadrowych w II Korpusie AWN. Posługiwał się pseudonimem Lasko oraz I vogli (Mały).
Po zakończeniu działań wojennych pracował początkowo jako sekretarz komitetu okręgowego partii w Gjirokastrze, skąd trafił do ministerstwa rolnictwa. W 1952 objął stanowisko ministra zaopatrzenia, które sprawował przez rok. W latach 1966–1970 pełnił funkcję wicepremiera. Jako wicepremier zajmował się głównie sprawami rolnictwa. W latach 1976–1981 pełnił funkcję ministra finansów. Stracił stanowisko ministerialne na fali czystek po śmierci Mehmeta Shehu.
W latach 1952–1991 zasiadał w Komitecie Centralnym Albańskiej Partii Pracy, od 1961 także w Biurze Politycznym partii. W latach 1954–1991 nieprzerwanie zasiadał w Zgromadzeniu Ludowym, reprezentując okręg Gjirokastra.
Na X Zjeździe Albańskiej Partii Pracy w czerwcu 1991 został usunięty z partii. Z uwagi na zły stan zdrowia nie był sądzony w procesach dekomunizacyjnych, obejmujących grupę działaczy partyjnych wysokiej rangi. Zmarł w grudniu 1994 w Tiranie. Na mocy dekretu 1018 Prezydenta Albanii Salego Berishy z 13 lutego 1995 został pozbawiony odznaczeń i tytułów, nadanych mu w okresie rządów komunistycznych.